# Llywelyn el Grande
Llywelyn el Grande (en galés: Llywelyn Fawr; pronunciado ɬəˈwɛlɪn vaʊ̯r) o Llywelyn mab Iorwerth (1173 – 11 de abril de 1240) fue el príncipe del Reino de Gwynedd en el norte de Gales, y finalmente, el gobernante de facto de la mayor parte de Gales. En ocasiones es nombrado como Llywelyn de Gales o Llywelyn II de Gwynedd Mediante una combinación de guerra y diplomacia Llywelyn consiguió dominar Gales durante cuarenta años y fue uno de los dos únicos príncipes galeses que recibió el título de “el Grande”.
La principal corte de Llywelyn durante su reinado se encontraba en Garth Celyn, en la costa norte de Gwynedd, entre Bangor y Conwy, dominando el puerto de Llanfaes. A lo largo del siglo XIII y hasta que Gales fue conquistado por Eduardo I de Inglaterra, Garth Celyn se convirtió en la capital de Gales. Actualmente la ciudad es conocida como Pen y Bryn, Bryn Llywelyn, Abergwyngregyn, y todavía se conservan partes de los edificios medievales.
Durante la infancia de Llywelyn el reino de Gwynedd fue gobernado por dos de sus tíos, que acordaron dividir el reino entre ellos a la muerte de Owain Gwynedd, el abuelo de Llywelyn, en el año 1170. Llywelyn poseía derechos al trono y durante sus primeros años comenzó una campaña para conseguir el poder. Hacia el año 1200, se había convertido en el único gobernante de Gwynedd, firmando un tratado con el rey Juan I de Inglaterra ese mismo año. Se casó con Joanna, hija ilegítima de Juan en 1205 y cuando Juan arrestó a Gwenwynwyn ab Owain de Powys en 1208 Llywelyn aprovechó la oportunidad para apoderarse del sur de Powys. En el año 1210 las relaciones con Inglaterra se deterioraron y Juan invadió Gwynedd al año siguiente. Llywelyn se vio obligado a alcanzar un acuerdo y renunció a todas sus tierras al este del río Conwy, pero fue capaz de recuperarlas al año siguiente mediante una alianza con los demás príncipes galeses. Se alió con los barones ingleses que obligaron al rey Juan a firmar la Carta Magna en el año 1215. En el año 1216 se había convertido en el gobernante más poderoso de Gales, celebrado un concilio en Aberdyfi ese mismo año para repartir tierras con los demás príncipes.
Tras la muerte del rey Juan, Llywelyn firmó el Tratado de Worcester con su sucesor Enrique III de Inglaterra en 1218. En los siguientes quince años Llywelyn a menudo luchó contra los gobernantes de las Marcas de Gales y en ocasiones con el rey inglés, pero también se alió con varios de los gobernantes de las Marcas. La Paz de Middle en 1234 marcó el final de la carrera militar de Llywelyn, acordando una tregua de dos años que fue extendida año tras año durante el resto de su reinado. Mantuvo su posición en Gales hasta su muerte en 1240, siendo sucedido por su hijo Dafydd ap Llywelyn.

## Genealogía y primeros años

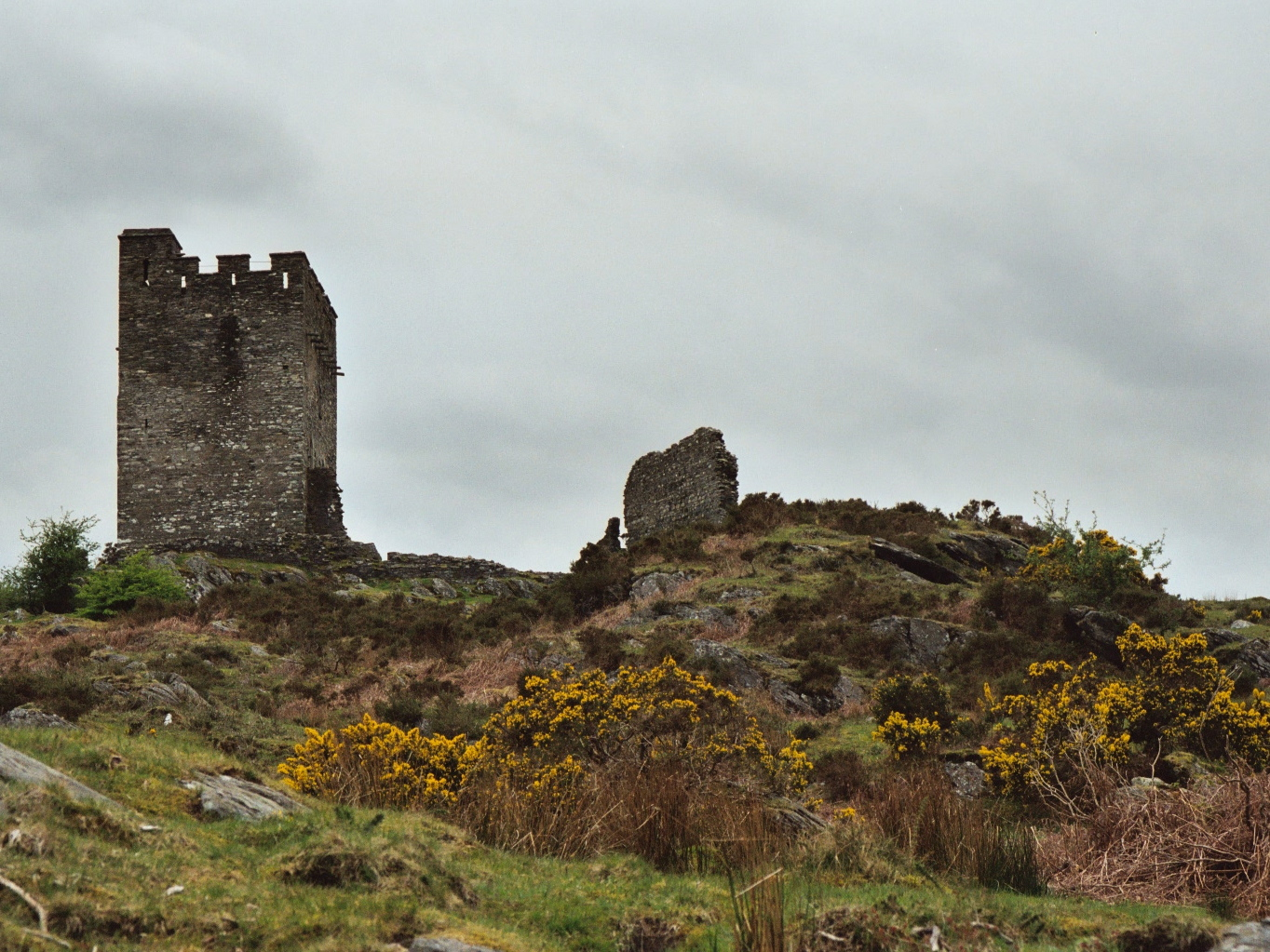
El castillo de Dolwyddelan fue construido por Llywelyn; el viejo castillo en las cercanías pudo haber sido su lugar de nacimiento.

Llywelyn nació en torno al año 1173. Era hijo de Iorwerth ap Owain y el nieto de Owain Gwynedd, que había sido el gobernante del reino de Gwynedd hasta su muerte en el año 1170. Llywelyn descendía del linaje de Rhodri Mawr, y por lo tanto pertenecía a la casa de los príncipes de Aberffraw. Probablemente nació en Dolwyddelan, aunque probablemente no en el castillo actual, que parece haber sido construido por el propio Llywelyn. Debió de nacer en el antiguo castillo que ocupaba una meseta rocosa en el valle. Poco se sabe sobre su padre, Iorwerth Drwyndwn, que parece que murió cuando Llywelyn era un niño. No existen registros de que Iorwerth haya participado en las luchas de poder de los hijos de Owain Gwynedd tras su muerte, aunque era el mayor de ellos. Según la tradición estaba incapacitado o desfigurado de tal forma que fue excluido del poder.
En el año 1175 el reino de Gwynedd había sido dividido entre los dos tíos de Llywelyn: Dafydd ab Owain gobernaba la parte al este del río Conwy y Rhodri ab Owain gobernaba el oeste. Dafydd y Rhodri eran los hijos de Owain por su segundo matrimonio con Cristin ferch Goronwy. Este matrimonio no era considerado válido por la Iglesia, ya que Cristin era prima carnal de Owain, un grado matrimonial prohibido por la ley canónica. El cronista Giraldus Cambrensis afirma que Iorwerth Drwyndwn era el único hijo legítimo de Owain Gwynedd. A la muerte de Iorwerth, Llywelyn era, al menos a los ojos de la Iglesia, el heredero legítimo del trono de Gwynedd.
La madre de Llywelyn era Marared, algunas veces anglificada como Margaret, hija de Madog ap Maredudd, príncipe de Powys. Existen evidencias que indican que después de la muerte de su primer esposo Iorwerth, Marared se casó de nuevo en el verano del año 1197 con Gwion, sobrino de Roger Powys del Castillo Whittington. Parece que murió antes que su segundo marido, después de darle un hijo Dafydd ap Gwion, y por lo tanto no podría ser cierta la historia que cuenta que se casó por tercera vez con un miembro de la familia Corbet del castillo Caus cerca de Shropshire.

## Ascenso al poder: 1188-1199

Las armas de la casa real de Gwynedd, que tradicionalmente fueron utilizadas por primera vez por el padre de Llywelyn.

En el relato de su viaje por Gales en 1188, Giraldus Cambrensis menciona que el joven Llywelyn ya se había alzado en armas contra sus tíos Dafydd y Rhodri. En el año 1194 con la ayuda de sus primos Gruffyd ap Cynan y Maredudd ap Cynan, derrotó a su tío Dafydd en batalla en la desembocadura del río Conwy. Rhodri murió en el año 1195 y sus tierras fueron tomadas por Gruffydd y Maredudd mientras Llywelyn gobernaba en los territorios de su tío Dafydd al este del río Conwy. En el año 1197 Llywelyn capturó a su tío Dafydd y lo encarceló. Un año después Hubert Walter, Arzobispo de Canterbury, persuadió a Llywelyn para que lo liberara, y Dafydd se retiró a Inglaterra, donde murió en mayo del año 1203.
Gales estaba dividido en Pura Wallia, las zonas gobernadas por los príncipes galeses y Marchia Wallia (las Marcas Galesas), gobernadas por barones anglonormandos o galeses vasallos del rey de Inglaterra. Desde la muerte de Owain Gwynedd en el año 1170, Rhys ap Gruffydd había convertido el reino sureño de Deheubarth en el más poderoso de los reinos galeses, y se había establecido como líder de los príncipes de Pura Wallia. A la muerte de Rhys en el año 1197, la lucha entre sus hijos llevó a la división de Deheubarth en varias partes. Gwenwynwyn ab Owain, príncipe de Powys Wenwynwyn, trató de asumir el liderazgo de los príncipes galeses y en el año 1198 dirigió un poderoso ejército para sitiar Paincastle, en manos de William de Braose, Señor de Bramber. Llewelyn envió tropas en ayuda de Gwenwynwyn, pero en agosto, el ejército de Gwenwynwyn fue atacado por un ejército dirigido por Geoffrey Fitz Peter, Conde de Essex y resultó derrotado. La derrota de Gwenwynwyn proporcionó a Llywelyn la oportunidad de establecerse como líder de los galeses. En el año 1199 capturó el importante castillo de Mold y parece que comenzó a utilizar el título de príncipe del Norte de Gales (en latín: tocius norwallie princeps) Probablemente Llywelyn no gobernaba sobre todo Gwynedd durante esta época ya que su primo Gruffydd ap Cynan había rendido vasallaje al rey Juan en 1199.

## Primeros años de reinado

### Consolidación: 1200 -1209
Gruffyd ap Cynan murió en el año 1200 y dejó a Llywelyn como gobernante único de Gwynedd. En el año 1201 arrebató Eifionydd y la península de Hellín a Maredudd ap Cynan bajo la acusación de traición. En julio del mismo año Llywelyn firmó un tratado con el rey Juan de Inglaterra. Es el tratado escrito más antiguo entre un rey inglés y un rey galés que ha sobrevivido hasta nuestros días, y en sus términos Llywelyn jura fidelidad y vasallaje al rey Juan. A cambio, se confirman las conquistas de Llywelyn y se permite que los juicios relacionados con las tierras dominadas por Llywelyn se lleven a cabo bajo la ley de Gales.
Llywelyn hizo su primer movimiento militar más allá de las fronteras de Gwynedd en agosto del año 1202, cuando atacó a Gwenwynwyn ab Owain de Powys, su principal rival por la supremacía en Gales. La Iglesia intervino para establecer la paz entre ambos y la invasión cesó. Elise ap Madog, señor de Penllyn, se había negado a responder a la llamada a las armas de Llywelyn y fue despojado de casi todas sus tierras por Llywelyn como castigo.
Llywelyn consolidó su posición casándose en el año 1205 con Joanna, la hija ilegítima del rey Juan. Anteriormente había negociado con el Papa Inocencio III para que la dejara casarse con la viuda de su tío Rhodri, hija de Ragnald de Man. Sin embargo la propuesta fue abandonada ante el matrimonio más ventajoso con Joanna.
En el año 1208 Gwenwynwyn de Powys cayó en poder del rey Juan, que lo había convocado en octubre a Shrewsbury y entonces lo arrestó y confiscó sus tierras. Llywelyn aprovechó la oportunidad para anexionarse el sur de Powys y el norte de Ceredigion y reconstruyó el castillo de Aberystwyth. En el verano de 1209 acompañó al rey Juan en una campaña militar contra el rey Guillermo I de Escocia.

### Derrota y recuperación: 1210-1217
En el año 1210 las relaciones entre Llywelyn y el rey Juan se deterioraron. J.E. Lloyd sugiere que la ruptura pudo haberse debido a que Llywelyn se alió con William de Braose, Señor de Bramber, que había caído en desgracia ante el rey inglés y había sido despojado de sus tierras. Mientras Juan dirigía una campaña militar contra William de Braose y sus aliados en Irlanda, un ejército dirigido por Ranulph de Chester y Peter des Roches, Obispo de Winchester, invadió el reino de Gwynedd. Llywelyn destruyó su propio castillo en Deganwy y se retiró al oeste del río Conwy. El conde de Chester reconstruyó Deganwy y Llywelyn contraatacó arrasando las tierras del conde. El rey Juan envió tropas para ayudar a Gwenwynwyn a restaurar su dominio sobre el sur de Powys. En el año 1211 el propio Juan invadió Gwynedd con la ayuda de casi todos los demás príncipes galeses, planeando según la crónica del Brut y Tywysogion: desposeer a Llywelyn y destruirlo por completo. El primer intento de invasión fue rechazado, pero en agosto Juan atacó de nuevo con un ejército mayor, cruzó el río Conwy y avanzó hacia Snowdonia. Bangor fue incendiado por un destacamento del ejército real y el Obispo de Bangor fue hecho prisionero. Llywelyn fue obligado a aceptar un acuerdo y por consejo de su corte envió a su mujer Joanna a negociar con el rey. Joanna consiguió persuadir a su padre de que no desposeyera a su esposo completamente, pero Llywelyn perdió todas sus tierras al este del río Conwy. También tuvo que pagar un enorme tributo en ganado y caballos y entregar rehenes, incluyendo a su hijo ilegítimo Gruffydd. También fue obligado a aceptar que si moría sin un heredero legítimo de Joanna todas sus tierras pasarían al rey de Inglaterra.
Este fue el período más crítico del reinado de Llywelyn, pero rápidamente recuperó su posición. Los demás príncipes galeses, que habían apoyado al rey Juan contra Llywelyn, pronto se desilusionaron con el gobierno de Juan y cambiaron de bando. Llywelyn formó una alianza con Gwenwynwyn de Powys y los dos principales gobernantes de Deheubarth, Maelgwun ap Rhys y Rhys Gryg, y se rebeló contra Juan. Los nobles galeses fueron apoyados por el Papa Inocencio III, que también había estado enfrentado con Juan durante varios años y había emitido una interdicción religiosa sobre el reino de Inglaterra (privando a los ingleses de sacramentos). El Papa liberó a Llywelyn, Gwenwynwyn y Maelgwn de todos sus juramentos de lealtad a Juan y levantó la interdicción en los territorios que controlaban. Llywelyn consiguió recuperar todas las tierras de Gwynedd excepto los castillos de Deganwy y Rhuddlan en dos meses en el año 1212.

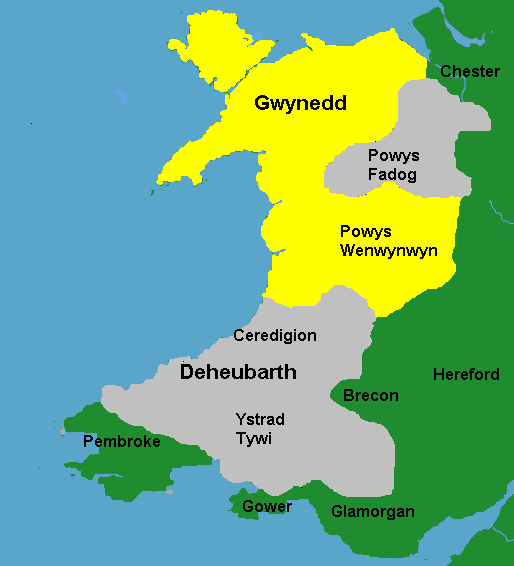
Gales en el año 1217: en amarillo las tierras gobernadas directamente por Llywelyn; en gris los vasallos de Llywelyn, en verde los señores anglonormandos.

El rey Juan planeó invadir nuevamente Gwynedd en agosto del año 1212. De acuerdo con las crónicas comenzó a ahorcar algunos de los rehenes galeses que había recibido el año anterior cuando recibió dos cartas. Una era de su hija Joanna, mujer de Llywelyn, y la otra del rey Guillermo I de Escocia, y ambos le advirtieron en términos similares que si invadía Gales sus nobles aprovecharían la oportunidad para matarle o entregarle a sus enemigos. La invasión fue abandonada, y en el año 1213 Llywelyn se apoderó de los castillos de Deganwy y Rhuddland. Llywelyn se alió con el rey Felipe II Augusto de Francia y posteriormente se alió con los barones ingleses que se habían rebelado contra el rey Juan, atacando la ciudad de Shrewsbury y ocupándola sin resistencia en el año 1215. El rey de Inglaterra fue obligado por los nobles a firmar la Carta Magna, que limitaba los poderes de la Corona y Llywelyn fue recompensado con varias disposiciones favorables a Gales, incluyendo la liberación de su hijo Gruffydd, que había sido rehén desde 1211. Ese mismo año nombró a Enyfed Fychan seneschal de Gwynedd, que trabajó estrechamente con Llywelyn durante el resto de su reinado.
Llywelyn había conseguido establecerse como el líder de los príncipes de Gales, y en diciembre del año 1215 dirigió un ejército para capturar los castillos de Carmarthen, Kidwelyy, Llanstephan, Cardigan y Cilgerran. Otra señal de su creciente poder fue que consiguió situar a dos galeses en dos sedes obispales ese mismo año, Iorwerth como Obispo de St. David y Cadwgan como Obispo de Bangor.
En el año 1216 Llywelyn celebró un concilio en Aberdyfi para mediar en las disputas territoriales de los príncipes galeses, que confirmaron su vasallaje y alianza con Llywelyn. Según los comentarios de Beverley Smith: Desde entonces el líder se convirtió en señor y los aliados en vasallos. Sin embargo Gwenwynwyn de Powys se negó a rendirle vasallaje y se alió de nuevo con el rey Juan. Llywelyn convocó a los demás príncipes y lo expulsó de nuevo del sur de Powys. Gwenwynwyn murió en Inglaterra ese mismo año, dejando un heredero menor de edad. El rey Juan también murió ese mismo año y también dejó un niño como heredero, el joven Enrique III. El reino de Inglaterra quedó bajo el gobierno de un consejo de regencia.
En el año 1217 Reginald de Braose, señor de Brecon y Abegavenny, que se había aliado con Llywelyn y se había casado con su hija Gwladus Ddu, fue inducido por la Corona inglesa a cambiar de bando. Llywelyn reaccionó invadiendo sus tierras, atacando primero Brecon, dos los burgueses ofrecieron un pago de 100 marcos y después se dirigió a Swansea, donde Reginal de Braose se presentó ante él para someterse y rendir la ciudad. Llywelyn continuó hacia el oeste y amenazó Haverfordwest, donde los burgueses le ofrecieron rehenes para garantizar su sumisión o el pago de una multa de 1.000 marcos.

## Final del Reinado

### Tratado de Worcester y campañas fronterizas: 1218-1229
A la muerte del rey Juan Llywelyn firmó el Tratado de Worcester con su sucesor Enrique III en el año 1218. Este tratado confirmaba su posesión de todas sus recientes conquistas. Desde entonces y hasta su muerte Llywelyn fue el poder dominante en Gales, aunque intervino en varios conflictos militares y se enfrentó a los señores de las Marcas de Gales, especialmente con la familia Marshall y Hubert de Burgh, y en ocasiones con el propio rey de Inglaterra. Llywelyn estableció varias alianzas matrimoniales con los señores de las Marcas. Su hija Gwladus Ddu ya estaba casada con Reginald de Braose, pero Reginaldo había demostrado que no era un aliado fiable. Llywelyn casó a otra de sus hijas, Marared, con John de Braose, señor de Gower y sobrino de Reginald. Ranulf, conde de Chester, fue un aliado leal de Llywelyn y su sobrino y heredero John el Escocés, se casó con Elen, otra de las hijas de Llywelyn hacia el año 1222. A la muerte de Reginald de Braose, Llywelyn también se alió con la poderosa familia Mortimer de Wigmore, casando a su hija viuda Gwladus con Ralph de Mortimer.
Llywelyn tuvo cuidado de no provocar hostilidades innecesarias con los señores de las Marcas; por ejemplo, en el año 1220 ordenó a Rhys Gryg que devolviera varias propiedades en el sur de Gales a sus anteriores propietarios anglonormandos. Durante este período construyó varios castillos para defender sus fronteras. Fueron los primeros castillos sofisticados de piedra construidos en Gales: Criccieth, Deganwy, Dolbadarn, Dolwyddelan y Castell y Bere, entre varios ejemplos. Llywelyn también parece haber fomentado el desarrollo de asentamientos semiurbanos en Gwynedd para que actuaran como centros de comercio.
En el año 1220 se produjeron hostilidades con William Marshall, conde de Pembroke. Llywelyn destruyó los castillos de Narberth y Wiston, incendió la ciudad de Haverfordwest y amenazó el castillo Pembroke, pero aceptó retirarse a cambio del pago 100 libras. A principios del año 1223 Llywelyn cruzó la frontera de Shropshire y capturó los castillos de Kinnerley y Whittington. Mientras tanto los Marshall aprovecharon la ausencia de Llywelyn de su reino para desembarcar cerca de St. David en abril con un ejército reclutado en Irlanda, y capturaron Cardigan y Carmarthen sin oposición. La campaña de los Marshall fue apoyada por un ejército real que se apoderó de Montgomery en Powys. Llywelyn llegó a un acuerdo con el rey en Montgomery en octubre. A los aliados de Llywelyn en el sur de Gales se les devolvieron las tierras arrebatadas por los Marshall y el propio Llywelyn renunció a sus conquistas en Shropshire.
En el año 1228 Llywelyn atacó a Hubert de Burgh, que era Justicar de Inglaterra e Irlanda y uno de los nobles ingleses más poderosos. Hubert había recibido el señorío del castillo de Montgomery. El rey inglés envió un ejército para ayudar a Hubert, que comenzó a construir otro castillo en Ceri. Sin embargo en octubre el ejército real fue obligado a retirarse y Enrique III aceptó destruir el castillo a medio construir a cambio del pago de 2.000 libras por parte de Llywelyn. Llywelyn recuperó el dinero exigiendo la misma suma por la liberación de William de Braose, Señor de Abergavenny, a quien había capturado en batalla.

### Problemas matrimoniales: 1230
Tras su captura, William de Braose, decidió aliarse con Llywelyn y su hija Isabella se casó con Dafydd, el heredero de Llywelyn. En la Pascua del año 1230 William visitó la corte de Llywelyn en Gart Celyn. Durante su visita fue sorprendido en los aposentos reales con Joanna, la esposa de Llywelyn. El 2 de mayo William de Braose fue ahorcado en el lugar actualmente como Gwern y Grog (el Pantano de la Horca), una ejecución deliberadamente humillante para un noble, y Joanna fue arrestada en su mansión durante un año. Según la crónica de Brut y Tywysogion:

... ese año William de Breos el Joven, señor de Brycheiniog, fue ahorcado por el señor Llywelyn en Gwynedd, después de ser sorprendido en la cámara del rey con la hija del rey de Inglaterra y esposa de Llywelyn.

Poco después de la ejecución, Llywelyn envió una carta a Eva de Braose, la viuda de William, en la que afirma su deseo de continuar con el matrimonio entre Dafydd e Isabella. El matrimonio se efectuó y al año siguiente Joanna fue perdonada y restablecida en su posición como princesa consorte.
Hasta el año 1230 Llywelyn había utilizado el título de princeps Norwalliae (príncipe del Norte de Gales), pero desde ese año cambió su título a Príncipe de Aberffraw y Señor de Snowdonia, posiblemente para reafirmar su supremacía sobre los demás príncipes galeses. No se hizo llamar formalmente Príncipe de Gales aunque como comenta J.E. Lloyd: tenía gran parte del poder que implicaba ese título 

### Campañas finales y paz: 1231-1240
En el año 1231 estalló una nueva guerra. Llywelyn estaba preocupado ante el creciente poder de Hubert de Burgh. Algunos de sus hombres habían sido hechos prisioneros por el señor de Montgomery y decapitados y Llywelyn reaccionó incendiando Montgomery, New Radnor, Hay y Brecon antes de dirigirse al oeste y conquistar los castillos de Neath y Kidwlly. Terminó su campaña conquistando el castillo de Cardigan. El rey Enrique III tomó represalias y construyó un nuevo castillo en Paincastle, pero fue incapaz de adentrarse en el interior de Gales.
Las negociaciones entre ambos bandos continuaron hasta 1232, cuando Hubert fue retirado de su cargo y posteriormente encarcelado. Gran parte de su poder pasó a Peter de Rivaux, incluyendo el control de varios castillos en el sur de Gales. William Marshall había muerto en 1231, y su hermano Richard lo sucedió como Conde Pembroke. En el año 1233 estallaron las hostilidades entre Richard Marshall y Peter de Rivaux, que era apoyado por el rey. Llywelyn se alió con Richard, y en enero de 1234, el conde y Llywelyn se apoderaron de Shrewsbury. Richard fue asesinado en Irlanda en abril, pero el rey inglés aceptó firmar la paz con los insurgentes.  La Paz de Middle, acordada el 21 de junio, estableció una tregua de dos años con Llywelyn, que le permitió retener Cardigan y Builth. Esta tregua fue renovada año tras año durante el resto del reinado de Llywelyn.

## Muerte y sucesión

### Acuerdos para la sucesión
En sus años finales Llywelyn dedicó muchos esfuerzos a asegurarse de que su único hijo legítimo, Dafydd, lo sucediera como gobernante de Gwynedd. Gruffydd, el hermano mayor pero ilegítimo, fue excluido de la sucesión, un acto que no seguía la ley galesa, que establecía que todos los hijos tuvieran iguales derechos y la ilegitimidad no era considerada un elemento de exclusión, siempre y cuando los hijos ilegítimos fueran reconocidos por sus padres. Sin embargo, Llywelyn no quería que el reino se dividiera a su muerte.

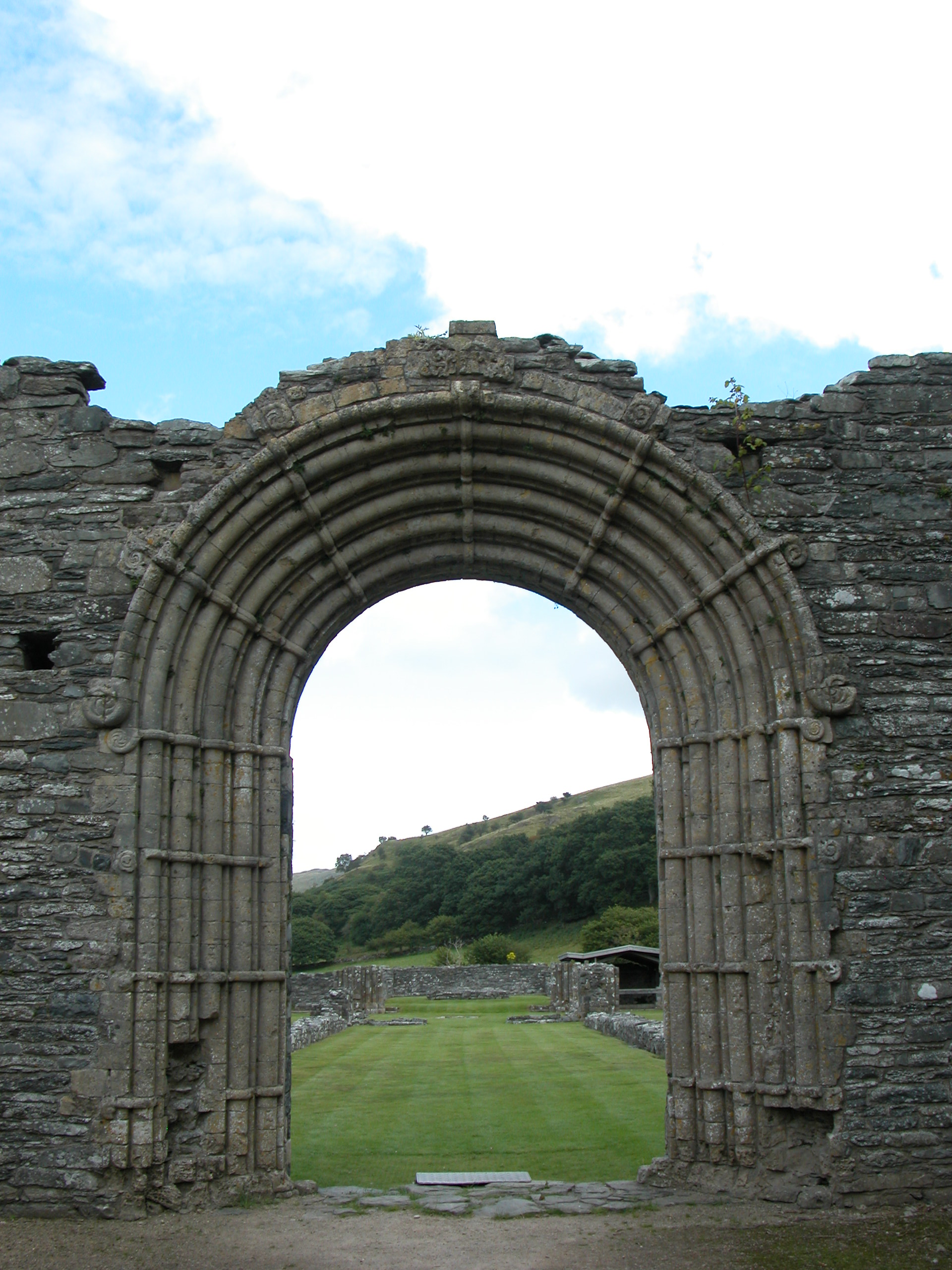
La abadía de Strata Florida fue el lugar de reunión del concilio de 1238.

En el año 1220 Llywelyn había inducido al gobierno de regencia de Inglaterra a reconocer a Dafydd como su heredero. En 1222 pidió al Papa Honorio III que confirmara la sucesión de Dafydd. La petición original no se ha conservado, pero sí la respuesta del Papa que se refiere a la "detestable costumbre…en esa tierra por la que el hijo de una sierva es igual al hijo de una mujer libre y los hijos ilegítimos heredan como si fueran legítimos." El Papa dio su aprobación al hecho de que Llywelyn aboliera esa costumbre.  En el año 1226 Llywelyn persuadió al Papa de que declarara a su esposa Joanna, la madre de Dafydd, hija legítima del rey Juan de Inglaterra, para consolidar la posición de su heredero. Y en el año 1229 la Corona Inglesa aceptó el vasallaje de Dafydd a cambio de reconocer las tierras que heredaría de su padre. En el año 1238 Llywelyn celebró un concilio en la abadía de Strata Florida, donde los demás príncipes galeses juraron lealtad a Dafydd. La intención original de Llywelyn era que rindieran vasallaje a Dafydd, pero el rey de Inglaterra escribió a los príncipes galeses para que no le rindieran vasallaje.
A Gruffydd, el hijo ilegítimo, se le concedieron tierras en Meirionnydd y Ardudwy, pero parece que su gobierno fue opresivo y en el año 1221 Llywelyn lo despojó de esos territorios. En el año 1228 Llywelyn lo encarceló y no lo liberó hasta el año 1234, dándole parte de Llyn para que gobernara. En esta ocasión parece que gobernó con más acierto y en 1238 se le concedió todo Llyn y una parte sustancial de Powys.

### Muerte y transferencia de poder
Joanna murió en el año 1237 y Llywelyn parece haber sufrido un infarto que le dejó una parálisis parcial. Desde este año su heredero Dafydd asumió de forma progresiva el gobierno de Gwynedd. Dafydd despojó a su hermanastro Gruffydd de las tierras que le había entregado Llywelyn y posteriormente arrestó a Gruffydd y a su ho mayor Owain en castillo Criccieth. En el año 1240 el cronista de Brut y Tywysogion escribe: 

... el señor Llywelyn hijo de Iorwerth hijo de Owain Gwynedd, Príncipe de Gales, un segundo Aquiles, murió tras tomar el hábito religioso en Aberconwy, y fue enterrado con honores.

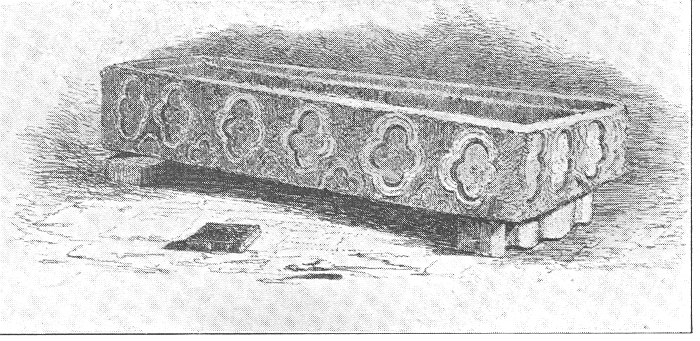
El ataúd de piedra de Llywelyn se encuentra actualmente en la iglesia de la parroquia de Llanrwst.

Llywelyn murió en la abadía cisterciense de Aberconwy, que él mismo había fundado, y allí fue enterrado. La abadía fue posteriormente trasladada a Maenan, cerca de llanrwst y el ataúd de piedra de Llywleyn actualmente puede contemplarse en la iglesia parroquia de Llanrwst. Entre los poetas que homenajearon la muerte del príncipe se encontraba Einion Wan: 
"Señor verdadero de la tierra –qué extraño que hoy
no gobierne sobre Gwynedd;
Señor de nada excepto las piedras de la tumba
de siete pies en la que yace."
Dafydd sucedió a Llywelyn como príncipe de Gwynedd, pero el rey Enrique III de Inglaterra no estaba dispuesto a permitir que heredara la posición de su padre en el resto de Gales. Dafydd fue obligado a aceptar un tratado que limitaba su poder y también a entregar a su hermanastro Gruffydd a la tutela real, de esta forma la Corona inglesa tendría la posibilidad de utilizarlo contra Dafydd. Gruffydd murió mientras intentaba escapar de la Torre de Londres en 1244. Esto dejó a Dafydd en el trono sin posibles competidores, pero el propio Dafydd murió sin herederos en el año 1246 y finalmente fue sucedido por su sobrino, el segundo hijo de Gruffydd, Llywelyn el Último Rey.

### Significado histórico
Llywelyn dominó Gales durante más de cuarenta años y fue uno de los dos únicos príncipes galeses que recibieron el título de “el Grande”. El otro había sido su ancestro Rhodri el Grande. La primera persona que dio a Llywelyn el título de “el Grande” parece haber sido el cronista inglés Matthew de París, que casi fue su contemporáneo.
John Edward Lloyd realizó el siguiente discurso de la figura de Llywelyn el Grande:

"Entre los nobles y príncipes que lucharon contra el dominio anglonormando ocupa un lugar elevado, sino el más elevado, porque ningún otro hombre jamás hizo un uso mejor o más juicioso de la fuerza del pueblo galés para defender sus fines nacionales. Su política patriótica siempre le permitirá llevar el orgulloso título de Llywelyn el Grande"

David Moore ofrece un punto de vista diferente

"Cuando Llywelyn murió en 1240 su “principatus” de Gales se sostenía sobre unos cimientos débiles. Aunque había conseguido dominar Gales, con la sumisión sin precedentes de los nobles galeses y elevó el título de príncipe de Gwynedd , sus tres principales ambiciones –una hegemonía permanente, el reconocimiento del rey de Inglaterra y que su heredero conservara todo su legado- no se cumplieron. Su supremacía había sido simplemente de naturaleza personal, y a su muerte no quedó ningún tejido institucional que mantuviera lo que había conseguido en vida.."

### Hijos
La identidad de la madre de algunos de los hijos de Llywelyn es incierta. Le sobrevivieron nueve hijos, dos legítimos, uno probablemente legítimo y seis ilegítimos. A menudo se asume que la madre de la mayoría de los hijos ilegítimos de Llywelyn fue Tangwystl Goch, institutriz de Llywelyn (1168-1198).
Elen ferch Llywelyn (1207-1253) fue su única hija legítima. Primero se casó con John de Escocia, Conde Chester. No tuvo hijos de este matrimonio y a su muerte Elen se casó de nuevo con Sir Robert de Quincy, hermano del Conde de Winchester.
Dafydd ap Llywelyn (1208-1246) fue su único hijo legítimo. Se casó con Isabella de Braose, hija de William de Braose, Barón de Abergavenny. William era hijo de Reginald de Braose y Gracia Briwere. A la muerte de Gracia Reginald se casó con Gladis Dduu, otra de las hijas de Llywelyn. Dafydd e Isabella puede que tuvieran una hija, Helen de Gales (1246-1295), pero no tuvieron descendencia masculina.
Gwladus Ddu (1206-1251) fue probablemente hija legítima de Llywelyn, aunque no todos los historiadores y cronistas están de acuerdo. En el siglo XV Adam de Usk afirma que era la hija legítima de Joanna, aunque otras fuentes aseguran que su madre fue Tangwystl Goch, institutriz de Llywelyn, y que nació antes de 1198. Primero se casó con Reginald de Braose, señor de Brecon y Abergavenny en noviembre del año 1215, pero no tuvo hijos. A la muerte de Reginald en 1228 se volvió a casar con Ralph Mortimer de Wigmore en 1230 y tuvo cinco hijos y una hija.
Gruffydd ap Llywelyn (1196-1244) fue el mayor de los hijos ilegítimos de Llywelyn y su madre fue Tangwystl Goch. Se casó con Senena, hija de Caradoc ap Thomas de Anglesey. Entre sus cuatro hijos destaca Llywelyn el Último Rey, que durante un tiempo ocupó una posición en Gales comparable a la de su abuelo y Dafydd, que gobernó Gwynedd brevemente después de la muerte de su hermano. 
Tegwared ap Llywelyn era hijo de Llywelyn y de una mujer conocida únicamente como Crysten.
Marared ferch Llywelyn (1198-1263), hija ilegítima, se casó con John de Braose, señor de Bramber y Gower, un sobrino de Reginald de Braose, con el que tuvo por lo menos tres hijos. A la muerte de su esposo en 1232 se casó con Walter III de Clifford, Señor de Clifford y Bronllys, con el que tuvo una hija, Matilda Clifford.
Otras hijas ilegítimas fueron Gwenlliam ferch Llywelyn, que se casó con William de Lacy y Angharad ferch Llywelyn, que se casó con Maelgwn Fychan. Susana ferch Llywelyn fue enviada a Inglaterra como rehén en el año 1228 y se casó con Maol Choluim II, Conde de Fife en 1237, con el que tuvo al menos dos hijos.